# Myrmecia aberrans
Myrmecia aberrans är en myrart som beskrevs av Auguste-Henri Forel 1900. Myrmecia aberrans ingår i släktet bulldoggsmyror, och familjen myror. Inga underarter finns listade i Catalogue of Life.